# Bulinidae
Bulinidae zijn een familie van weekdieren uit de klasse van de Gastropoda (slakken).

## Taxonomie
De volgende taxa zijn bij de familie ingedeeld:
- Onderfamilie Bulininae P. Fischer & Crosse, 1880
  - = Isidorinae Annandale, 1922
  - = Kosoviinae Atanacković, 1959 †
  - Geslacht Bulinus O. F. Müller, 1781
    - = Bullinus Oken, 1815
    - = Isidora Ehrenberg, 1831
    - = Kosovia Atanacković, 1959 †
    - = Physopsis F. Krauss, 1848
    - = Pulmobranchia Pelseneer, 1894
    - = Pyrgophysa Crosse, 1879

  - Geslacht Indoplanorbis Annandale & Prashad, 1921
  - Geslacht Macrophysa Dall, 1870 †
- Onderfamilie Plesiophysinae Bequaert & Clench, 1939
  - Geslacht Plesiophysa P. Fischer, 1883